# Rinnai
Rinnai Corporation (リンナイ株式会社?, Rinnai Kabushiki-gaisha) è una società di Nagoya, Giappone, che produce apparecchi a gas, inclusi impianti per la produzione di acqua calda sanitaria istantanea ad alta efficienza, caldaie e scaldabagni.
Fondata nel 1920, Rinnai ha 29 filiali, 6 stabilimenti di produzione in Giappone, e 86 società di vendita a livello mondiale in Australia, Brasile, Canada, Hong Kong, Indonesia, Italia, Malaysia, Nuova Zelanda, Cina, Singapore, Corea del Sud, Taiwan, Thailandia, Regno Unito, Vietnam e Stati Uniti.
La società produce sia prodotti a marchio proprio, sia prodotti per altri marchi, come Bradford White e GE.

## Rinnai Italia
La filiale italiana è stata fondata nel 2007, a Carpi. La società è stata costituita in seguito al favorevole riscontro di vendite dei prodotti, inizialmente importati da una società commerciale chiamata Aqua, fondata nel 2002 da Stefano Zaniboni, attuale managing director di Rinnai Italia. La società fa parte di Confindustria.

## Rinnai America
Rinnai America Corporation, filiale del Nord America, è stata fondata nel 1974. La sede principale è a Peachtree City, Georgia,  e la sede secondaria è in Nevada.

## Accordi per il risparmio energetico

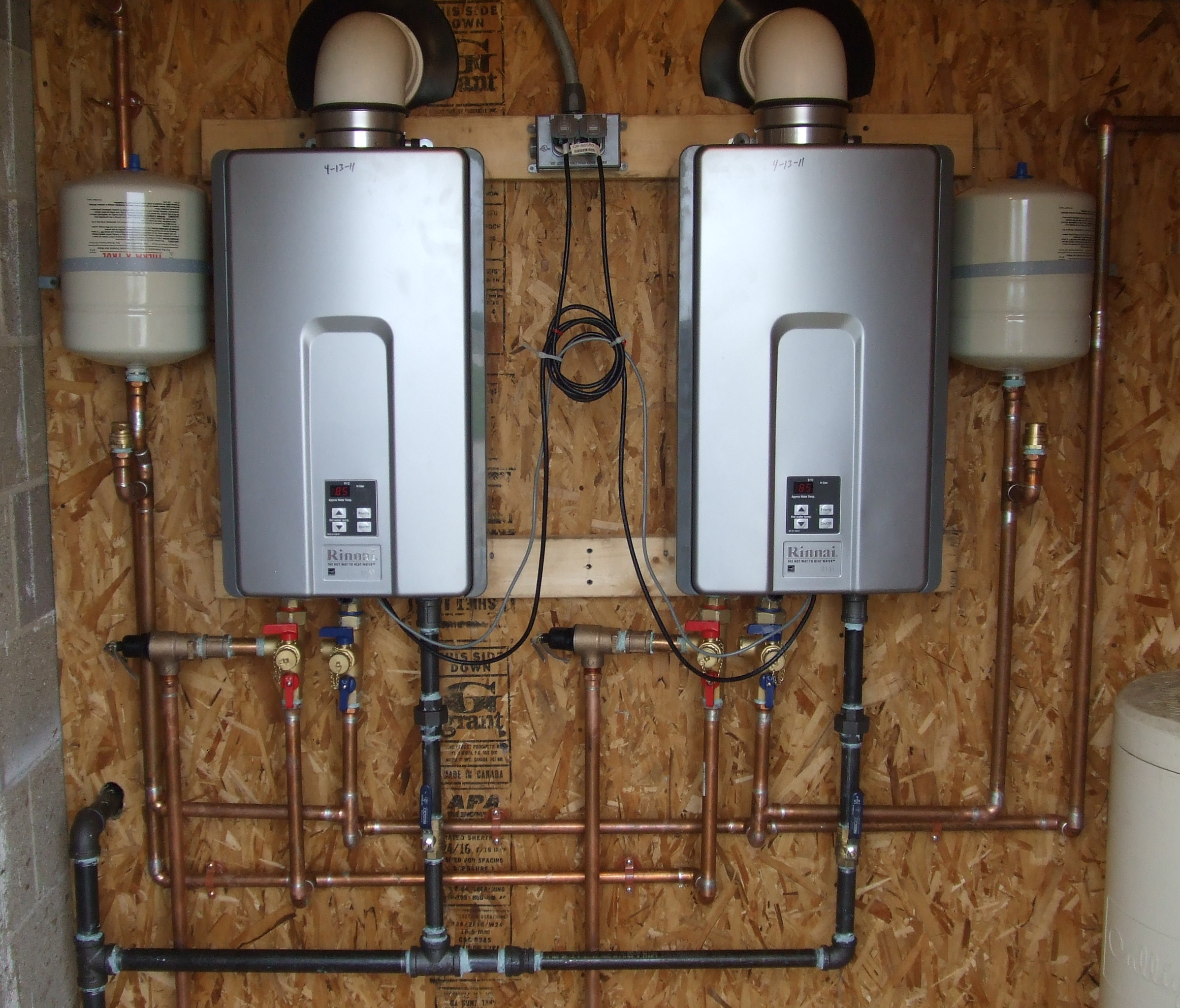
Due scaldabagni Rinnai in parallelo

Gli impianti Rinnai a gas per la produzione di acqua calda sanitaria senza serbatoio qualificano i progetti di sviluppo residenziale per la certificazione Energy Star. Rinnai è anche membro dell'organizzazione no profit Alliance to Save Energy, che promuove l'efficienza energetica tramite la ricerca, l'educazione e la sensibilizzazione.

## Riconoscimenti
- 2012 – Good Design Award[7]
- 2013 – Top Energy Conservation Award[8]
- 2014 – Best Effect Award[9]
- 2017 – Good Design Award[10]
- 2017 – Good Design Best 100[6]

## Sponsorizzazioni
Negli Stati Uniti Rinnai sponsorizza la TV via cavo HGTV, ed è stato fornitore del programma televisivo via cavo Dream Home e dei progetti Green Home con i propri prodotti a gas.
Dal 2017 Rinnai sponsorizza la gara automobilistica Rinnai 250 del campionato statunitense NASCAR Xfinity Series.